# Maclaudia felixii
Maclaudia felixii är en oleanderväxtart som beskrevs av H.J.T. Venter och R.L. Verhoeven. Maclaudia felixii ingår i släktet Maclaudia och familjen oleanderväxter. Inga underarter finns listade i Catalogue of Life.